# 소양중학교 (전북)
소양중학교(所陽中學校)는 대한민국 전북특별자치도 완주군 소양면 황운리에 있는 공립 중학교이다.

## 학교 연혁
- 1969년 10월 14일 : 소양중학교 설립 인가 (6학급)
- 1970년 3월 10일 : 개교 및 입학식
- 2024년 1월 5일 : 제52회 졸업(3학년 26명, 총 7,237명 졸업)
- 2024년 3월 1일 : 제23대 최금희 교장 부임
- 2024년 3월 4일 : 입학식(1학년 37명 입학)

## 참고 자료
- 소양중학교 - 한국교육학술정보원 학교알리미